# دوري سلوفينيا لكرة القدم 1998–99
دوري سلوفينيا لكرة القدم 1998–99 (بالإيطالية: Prva slovenska nogometna liga 1998-1999)‏ هو الموسم 8 من  دوري سلوفينيا لكرة القدم. أقيم خلال الفترة 2 أغسطس 1998 وحتى 13 يونيو 1999، والذي يشرف على تنظيمه اتحاد سلوفينيا لكرة القدم، وكان عدد الأندية المشاركة فيه  12، وفاز فيه نادي ماريبور.